# Matthew Špiranović
Matthew Thomas Špiranović (Geelong, 27 juni 1988) is een Australische voetballer van Kroatische afkomst. Hij speelt sinds 2015 als verdediger bij de Chinese voetbalclub Hangzhou Greentown, dat in 2006 promoveerde naar het hoogste niveau van China.

## Clubvoetbal
Špiranović speelde in Australië als jeugdspeler bij onder meer het Australian Institute of Sport en Melbourne Victory. In 2006 werd hij gecontracteerd door 1. FC Nürnberg, waar ook zijn landgenoten Joshua Kennedy en Michael Beauchamp destijds onder contract stonden. Špiranović debuteerde op 30 januari 2007 tegen Borussia Mönchengladbach in de Bundesliga toen hij enkele minuten voor tijd inviel voor Beauchamp. Spiranović won met 1. FC Nürnberg in 2007 de DFB Pokal. Hij brak echter niet door bij Nürnberg en werd begin 2010 verhuurd aan Urawa Red Diamonds. In 2011 trok deze club hem definitief aan. In juli 2012 tekende Špiranović een contract van twee jaar met Al-Arabi. Na zeven jaar in het buitenland te hebben gespeeld, keerde Špiranović terug naar Australië naar de Western Sydney Wanderers. De Australiër van Kroatische afkomst won de AFC Champions League in 2014 met de Western Sydney Wanderers, samen met de zes andere Kroatische spelers in de ploeg, namelijk Ante Čović, Antony Golec, Tomi Jurić, Mateo Poljak, Brendon Šentalab.

## Nationaal elftal
Špiranović speelde voor verschillende Australische jeugdelftallen. In mei 2007 werd hij voor een oefeninterland tegen Uruguay voor het eerst geselecteerd voor het Australisch nationaal elftal, maar de verdediger kwam niet in actie. Op basis van zijn afkomst kwam Špiranović ook in aanmerking voor het Kroatisch voetbalelftal. Špiranović vertegenwoordigde Australië bij de Olympische Spelen van 2008 in Peking. Daar werd de selectie onder leiding van bondscoach Graham Arnold uitgeschakeld in de groepsronde na nederlagen tegen Ivoorkust (0-1) en Argentinië (0-1) en een gelijkspel tegen Servië (1-1).

## Erelijst

### MetAustralië
| Competitie              | Winnaar | Winnaar | Runner-up | Runner-up |
| Competitie              | Aantal  | Jaren   | Aantal    | Jaren     |
| ----------------------- | ------- | ------- | --------- | --------- |
| Internationaal          |         |         |           |           |
| Aziatisch Kampioenschap | 1x      | 2015    | –         |           |